# Valentina Moscatt
Valentina Moscatt (ur. 16 marca 1987) – włoska judoczka. Olimpijka z Río de Janeiro, gdzie zajęła siedemnaste miejsce, w wadze ekstralekkiej.
Uczestniczka mistrzostw świata w 2007, 2010, 2011, 2013, 2014 i 2015. Startowała w Pucharze Świata w latach 2006-2014 i 2016. Wicemistrzyni Europy w 2007; piąta w 2010, 2014 i 2016. Siódma na Igrzyskach europejskich w 2015. Wicemistrzyni igrzysk śródziemnomorskich w 2013 roku.

## Letnie Igrzyska Olimpijskie 2016
| Konkurencja | Eliminacje          | Klas. końcowa |
| Konkurencja | Przeciwnik I        | Miejsce       |
| ----------- | ------------------- | ------------- |
| 48 kg       | Văn Ngọc Tú (VIE) P | 17.           |